# ستيوارت بينغهام
ستيوارت بينغهام (بالإنجليزية: Stuart Bingham)‏ (21 مايو 1976) هو لاعب سنوكر إنجليزي محترف فاز ببطولة العالم للسنوكر عام 2015.

## روابط خارجية
- ستيوارت بينغهام على موقع CueTracker.net (الإنجليزية)
- ستيوارت بينغهام على موقع بطولة العالم للسنوكر (الإنجليزية)